# 도시경제학
도시경제학은 광범위하게 도시권에 대한 경제 연구이다. 따라서 범죄, 교육, 대중 교통, 주택 및 지방 정부 재정과 같은 도시 문제를 분석하기 위해 경제학 도구를 사용하는 것이 포함된다. 보다 구체적으로 도시 공간 구조와 가정 및 기업의 위치를 연구하는 미시경제학의 한 분야이다. (Quigley 2008)
도시 경제학은 공간 경제 분석 과정을 시작한 폰 튀넨 등의 위치 이론에 뿌리를 두고 있다. (Capello & Nijkamp 2004) 역사적으로 일반적으로 경제학과 매우 유사하게 도시 경제학은 제도 경제학과 마르크스주의 경제학을 포함한 여러 학파의 영향을 받았다. 이러한 이단적인 경제적 흐름은 도시에 대한 현대의 정치-경제적 분석에 계속해서 사용된다. 오늘날 많은 도시 경제 분석은 1960년대 윌리엄 알론소, 리처드 무스 및 에디원 밀스가 개척한 단일 중심 도시 모델인 도시 공간 구조의 특정 모델에 의존한다. 신고전파 경제학의 대부분의 다른 형태는 개인과 조직 사이의 공간적 관계를 설명하지 않는 반면, 도시경제학은 도시의 형성, 기능 및 개발의 기본이 되는 경제적 동기를 이해하기 위해 이러한 공간적 관계에 초점을 맞춘다.
1964년 공식화 이후 디스크 형태의 중심 업무 지구(CBD)와 주변 주거 지역의 알론소의 단일 중심 도시 모델은 도시 경제 분석의 출발점이 되었다. 단일 중심성은 기술의 변화, 특히 더 빠르고 저렴한 운송(통근자들이 CBD에서 직장에서 더 멀리 살 수 있게 함) 및 통신(백오피스 작업이 CBD 밖으로 이동할 수 있도록 함)으로 인해 시간이 지남에 따라 약화되었다.
또한 최근 연구에서는 조엘 가로우의 에지시티에 설명된 다중심성을 설명하려고 했다. 다원적 확장에 대한 몇 가지 설명이 집적 경제로 인한 낮은 평균 토지 임대료 및 증가되는(또는 일정한) 수익과 같은 요인을 설명하는 모델에서 제안되고 요약되었다. (Strange 2008)

## 관련 문헌
- Arnott, Richard; McMillen, Daniel P., 편집. (2006). 《A Companion to Urban Economics》. Blackwell Publishing. ISBN 1-4051-0629-8.
- Capello, Roberta; Nijkamp, Peter, 편집. (2004). 《Urban Dynamics and Growth: Advances in Urban Economics》. Elsvier Inc.
- McCann, Philip (2001). 《Urban and Regional Economics》. Oxford University Press. ISBN 978-0-19-877645-1.
- Obeng-Odoom, Franklin (2016). Reconstructing Urban Economics: Towards a Political Economy of the Built Environment.. Zed Books ISBN 978-1-7836-0659-7
- Obeng-Odoom, Franklin (2023). "Urban Economics in the Global South: A Study of The Economist", Urban Challenge Journal, vol. 34, no. 1, pp. 107 -118.
- O'Sullivan, Arthur (2003). 《Urban economics》. Boston, Mass: McGraw-Hill/Irwin. ISBN 0-07-248784-4.
- Quigley, John M. (2008). 〈Urban economics〉. 《The New Palgrave Dictionary of Economics》 2판.
- Strange, William C. (2008). 〈Urban agglomeration〉. 《The New Palgrave Dictionary of Economics》 2판.

## 같이 보기
- 지공주의
- 뉴어버니즘
- 지역경제학
- 지역과학
- 도시생태학
- 도시지리학
- 도시 계획
- 도시사회학